# Isla El Zorrillo
Isla El Zorrillo är en ö i Mexiko. Den ligger i reservoaren Malpaso (en:Malpaso Dam) och tillhör kommunen Tecpatán i delstaten Chiapas, i den södra delen av landet.